# George Buchanan

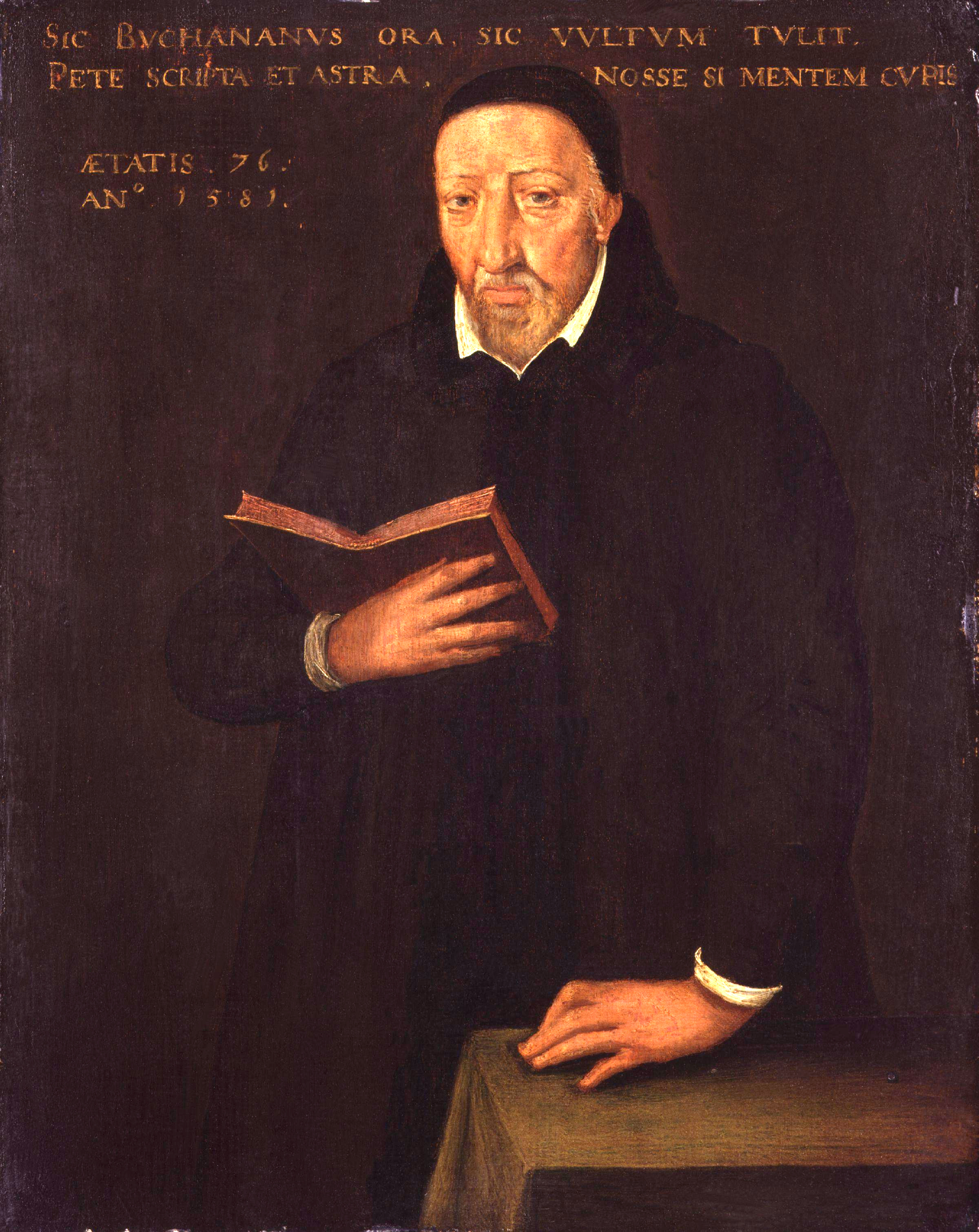
George Buchanan

George Buchanan (ur. w lutym 1506 w Killearn, zm. 28 września 1582 w Edynburgu) – szkocki humanista, historyk, poeta, satyryk.
Studia rozpoczął na Uniwersytecie Paryskim w wieku 14 lat, ukończył je w Glasgow 11 lat później, uzyskując stopień bakałarza. Po ukończeniu studiów wyjechał do Paryża, gdzie został profesorem tamtejszego uniwersytetu; wkrótce przeszedł na kalwinizm. W 1537 powrócił do rodzinnej Szkocji, gdzie napisał dwie głośne satyry na zakon franciszkanów. Dzięki pierwszej satyrze król Jakub V powierzył mu wychowanie jednego ze swoich nieślubnych synów. Druga satyra spowodowała reakcję kardynała Beatona, który nakazał aresztować Buchanana. Zmuszony do ucieczki, udał się do Paryża, a stamtąd do Bordeaux.
W Bordeaux został profesorem łaciny, poświęcił się także pracy literackiej, m.in. tłumaczył tragedie greckie na łacinę. W 1547 został profesorem na portugalskim Uniwersytecie Coimbra. Gdy uniwersytet opanowali jezuici, Buchanan jako heretyk został aresztowany i osadzony w lizbońskim klasztorze Sao Bento. Poddano go indoktrynacji mającej przywrócić go na łono Kościoła katolickiego. Po czterech latach został zwolniony i powrócił przez Anglię do Paryża, gdzie poświęcił się studiom teologicznym. W 1560 na stałe powrócił do Szkocji i ponownie publicznie ogłosił się stronnikiem protestantyzmu.
Zwolennik Marii Stuart, po zamordowaniu z jej rozkazu lorda Darnleya stał się zagorzałym przeciwnikiem królowej Szkocji. Jest uważany za monarchomachę. W 1570 został wychowankiem małoletniego króla Jakuba VI, w tym czasie kierował także kancelarią królewską (do 1579) i był strażnikiem pieczęci.
Ważniejsze prace:
- Detectio Mariae Reginae Scotorum, 1567;
- De iure regni apud Scotos, (O prawie królestwa Szkotów) 1579;
- Rerum Scoticarum historia, (Historia szkocka) 1582;
- inne.

Buchanan jest także autorem łacińskiej parafrazy Księgi Psalmów, napisanej zgodnie z zasadami wersyfikacji antycznej. Jak się uważa, dzieło to stało się później inspiracją dla Psałterza Dawidów (1579) Jana Kochanowskiego.